# Homeopatia

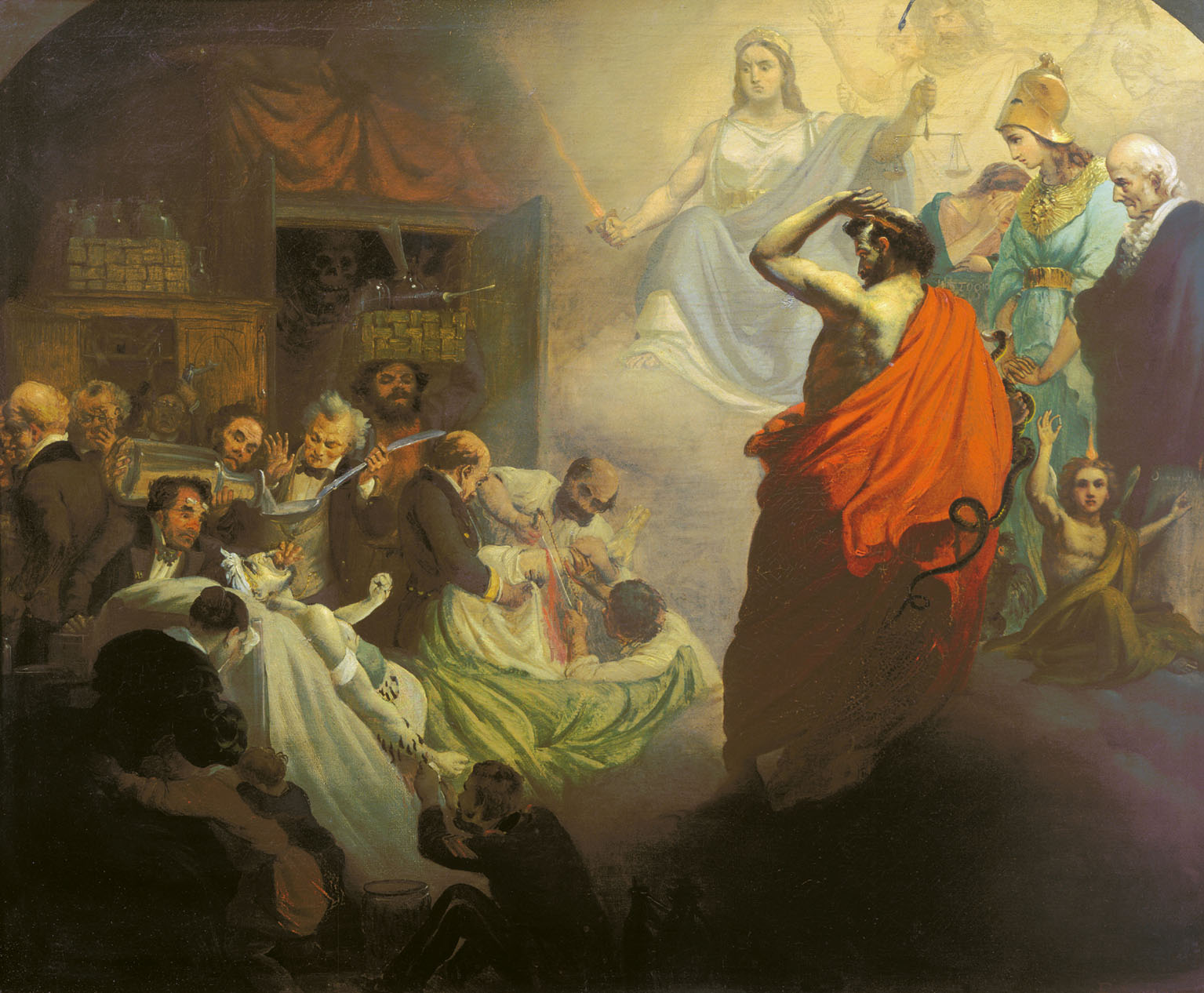
Pintura de 1857 d'Alexander Beydeman que mostra figures històriques i personificacions de l'homeopatia observant la brutalitat de la medicina del.

L'homeopatia (de l'alemany Homöopathie, i al seu torn del grec ὁμοῖος, homoios, «similar», i πάθεια, pátheia, «malaltia», «patiment») és un sistema de medicina alternativa considerat una pseudoteràpia basada en una pseudociència que empra preparats sense ingredients químicament actius. La teoria de l'homeopatia va ser desenvolupada el 1796 pel metge saxó Samuel Hahnemann (1755-1843), segons el qual una substància que causa els símptomes d'una malaltia també els pot curar. Els preparats homeopàtics no tenen cap efectivitat més enllà del placebo, tal com han conclòs nombroses institucions com el Ministeri de Sanitat espanyol o els Instituts Nacionals de la Salut dels Estats Units.
Hahnemann creia que les causes subjacents de les malalties eren fenòmens que ell anomenava miasmes, i que els remeis els tractaven. Els remeis es preparen diluint repetidament una determinada substància en alcohol o aigua destil·lada, seguit d'una sacsejada. Normalment la dilució continua molt més enllà del punt en què ja no queden molècules de la substància original. Per seleccionar els remeis, els homeòpates consulten llibres de referència coneguts com a repertoris, i tenen en compte la totalitat dels símptomes del pacient, les característiques personals, l'estat físic i psicològic, i la seva història. Hahnemann va proposar l'homeopatia com una alternativa més benigna i moderada a la medicina de l'època, basada encara en la teoria dels humors hipocràtica i que utilitzava la sagnia i la purgació com a principals eines.
L'homeopatia ignora el mètode científic i es basa, en canvi, en fonaments filosòfics axiomàtics, de manera que no se la considera una ciència. La comunitat científica es refereix a l'homeopatia com una ximpleria, xarlatanisme o una farsa, i la pràctica homeopàtica ha estat criticada com a poc ètica. Els axiomes de l'homeopatia s'han refutat durant molt temps i no tenen cap plausibilitat biològica. Tot i que alguns assaigs clínics han produït resultats positius, les revisions sistemàtiques han revelat que això és per la casualitat, mètodes d'investigació deficients, i informació esbiaixada. Els mecanismes d'acció dels remeis homeopàtics postulats per l'homeopatia no solament són científicament inversemblants, sinó prohibits per les lleis de la física.

## Història
A l'origen, l'homeopatia va ser un mètode de tractament de malalties ideat pel metge alemany Samuel Hahnemann a la fi del segle xviii i principis de xix. Va ser refinat de manera significativa i popularitzat pel nord-americà James Tyler Kent. Es basa en la hipòtesi que cada element, planta i compost mineral pot, si s'ingereix o aplica, produir certs símptomes. Hahnemann creia que, diluint aquestes substàncies d'una manera sistemàtica, arribaria a la veritable essència de la substància. Hahnemann va descriure aquest procés de dilució com a "potenciació" (en alemany, potenziert) de la substància. Aquestes quantitats diluïdes podrien usar-se per a tractar tots els símptomes que se sap que produeixen.

### Context històric
Els homeòpates han afirmat que Hipòcrates, al voltant de l'any 400 AC, "potser va originar l'homeopatia" quan es va prescriure a ell mateix una petita dosi d'arrel de mandràgora —que en dosis grans produeix mania— per tractar la pròpia mania. Al segle xvi, Paracels, pioner de la farmacologia, va declarar que petites dosis «d'allò que fa emmalaltir un home també el cura». Al segle xviii Samuel Hahnemann (1755-1843) va donar el nom a l'homeopatia i en van ampliar els principis. En aquell temps, la medicina convencional utilitzava mètodes com les sagnies i purgues i administrava mescles complexes, com la melassa de Venècia, feta a partir de 64 substàncies que incloïen l'opi, la mirra i la carn d'escurçó. Aquests tractaments sovint empitjoraven els símptomes i, de vegades, resultaven ser fatals. Hahnemann va rebutjar aquestes pràctiques —que havien estat enaltides durant segles— com a irracionals i no recomanables. En canvi, va defensar l'ús de medicaments individuals en dosis més baixes i va promoure una visió immaterial i vitalista del funcionament dels organismes vius, en creure que les malalties tenen causes espirituals, a més de físiques.

### El concepte de Hahnemann

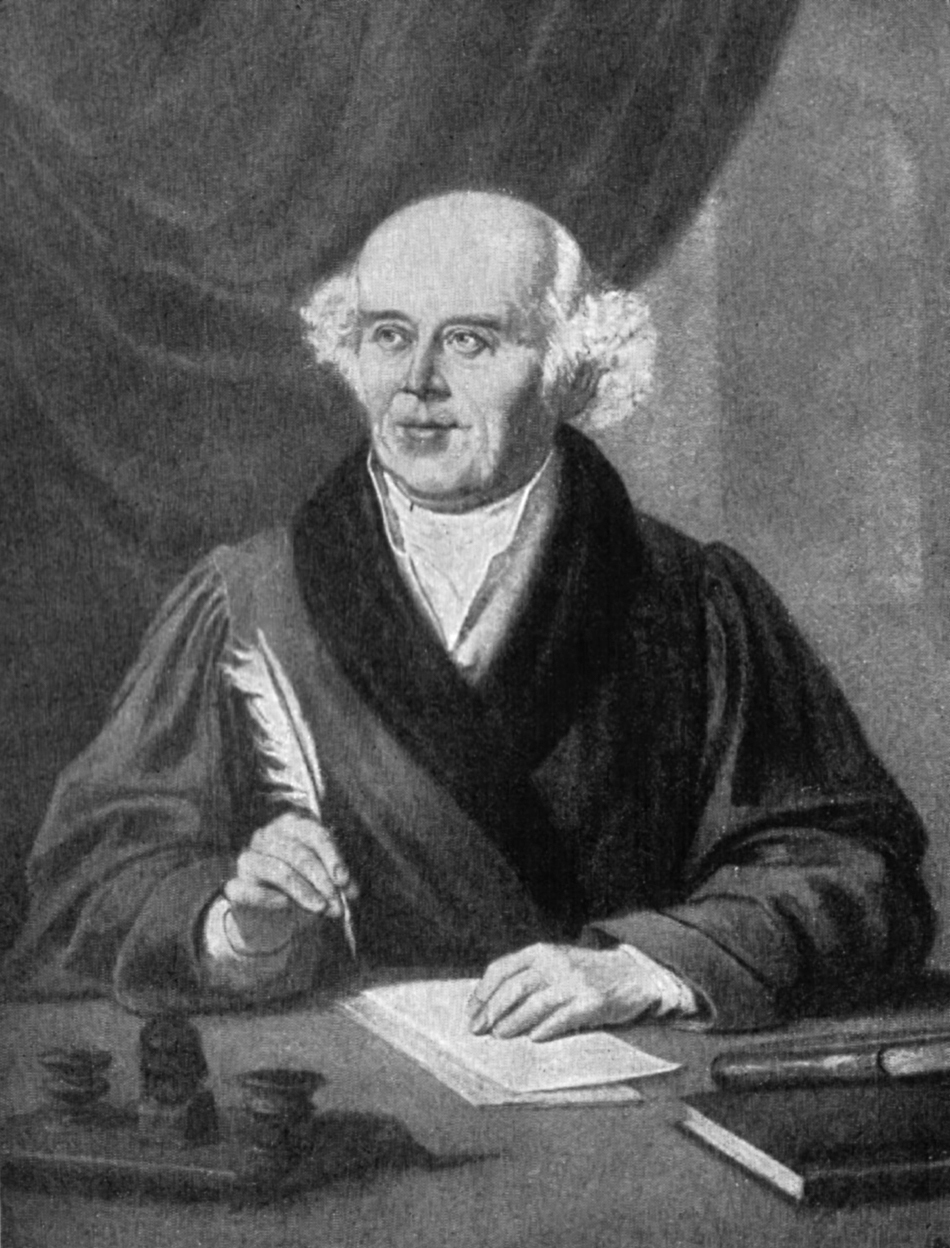
Samuel Hahnemann, fundador de l'homeopatia.

El terme "homeopatia" va ser encunyat per Hahnemann i va aparèixer imprès per primera vegada el 1807.
Hahnemann va concebre l'homeopatia durant la traducció a l'alemany d'un tractat mèdic del metge i químic escocès William Cullen. Com a escèptic de la teoria de Cullen sobre l'ús de la cincona per curar la malària, Hahnemann va ingerir part de l'escorça per a investigar què passaria. Va experimentar febre, calfreds i dolor en les articulacions: símptomes similars als de la mateixa malària. A partir d'això, Hahnemann va passar a creure que tots els medicaments eficaços produeixen símptomes en individus sans similars als de les malalties que tracten, d'acord amb el principi de similitud que havia estat proposat pels metges antics. Una revisió dels efectes de menjar l'escorça de cincona, feta per Oliver Wendell Holmes i publicada el 1861, no va aconseguir reproduir els símptomes que Hahnemann havia esmentat,
tot refutant el principi de similitud de Hahnemann i convertint-lo en un postulat més que una llei de la natura. Els treballs científics posteriors mostren que la cincona cura la malària perquè conté quinina, que mata el paràsit plasmodi falcípar causant de la malaltia; el mecanisme d'acció no està relacionat amb els símptomes de cinconisme.

#### Proves homeopàtiques
Hahnemann va començar a provar els efectes que les substàncies produeixen en els éssers humans, un procediment que més endavant es coneixeria com a proves homeopàtiques. Aquestes proves requerien que els subjectes provessin els efectes de les substàncies que ingerien i n'enregistressin amb claredat tots els seus símptomes, així com les condicions en què apareixien. El 1805 es va publicar una col·lecció de proves; i el 1810, un segon conjunt de 65 remeis va aparèixer al seu llibre, Materia Medica Pura.
Com que Hahnemann creia que grans dosis de medicaments que causessin símptomes similars només agreujarien la malaltia, va advocar per dilucions extremes de les substàncies; va idear una tècnica per fer dilucions que creia que preservava les propietats terapèutiques d'una substància, mentre n'eliminava els seus efectes nocius. Hahnemann creia que aquest procés despertava i millorava "els poders medicinals espirituals de les substàncies en cru". Va recollir i publicar un resum complet del seu nou sistema mèdic al seu llibre de 1810, L'Organon de l'art de guarir, la sisena edició del qual, publicada el 1921, encara l'utilitzen avui dia els homeòpates.

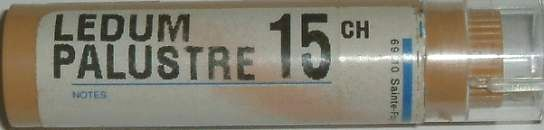
Un remei homeopàtic preparat a partir de romaní silvestre: la dilució "15C" que es mostra és superior al nombre d'Avogadro, així que el remei no conté cap rastre de l'herba original.

#### Miasmes i malaltia
A L'Organon de l'art de guarir Hahnemann va introduir el concepte de miasmes com a "principis infecciosos" subjacents a les malalties cròniques. Hahnemann associava cada miasma amb malalties específiques, i pensava que l'exposició inicial a miasmes causava símptomes locals, com ara malalties cutànies o venèries; però si, després d'aquesta exposició inicial, els símptomes se suprimien amb medicació, la causa anava més endins i començava a manifestar-se com a malalties dels òrgans interns. L'homeopatia sosté que el tractament de les malalties mitjançant una oposició directa dels seus símptomes, com de vegades es fa en medicina, és ineficaç perquè tota "malaltia en general es pot remuntar a una tendència latent, profundament arrelada, crònica o hereditària". El suposat miasma subjacent continua existint, i les malalties profundes es podrien corregir només mitjançant l'eliminació de la pertorbació més profunda de la força vital.
Originalment, Hahnemann va presentar només tres miasmes, dels quals el més important era psora (del grec: "picor"), descrit com a relacionat amb qualsevol malaltia de picor de la pell, que se suposava que derivava de la sarna suprimida, i del qual s'afirmava que era el fonament de moltes altres malalties: Hahnemann creia que psora era la causa de malalties com l'epilèpsia, el càncer, la icterícia, la sordesa i les cataractes. Des de l'època de Hahnemann s'han proposat altres miasmes, alguns dels quals reemplacen una o més de les funcions associades a psora, incloent-hi els miasmes de la tuberculosi i del càncer.
El principi de la susceptibilitat implicaria que un estat d'ànim negatiu podria atraure aquestes entitats patològiques hipotètiques anomenades miasmes, que envairien el cos i produirien símptomes de malalties. Hahnemann va rebutjar la idea que una malaltia és una cosa separada o una entitat invasora, i va insistir sempre que era part d'un "tot vivent". Hahnemann va encunyar l'expressió medicina al·lopàtica, utilitzada per referir-se pejorativament a la medicina tradicional occidental.
La teoria dels miasmes de Hahnemann segueix sent controvertida i polèmica dins de l'homeopatia, fins i tot en els temps moderns. El 1978, Anthony Campbell, aleshores metge especialista al Reial Hospital Homeopàtic de Londres, va criticar les declaracions de George Vithoulkas, que afirmava que la sífilis, quan es tracta amb antibiòtics, deriva en sífilis secundària i terciària amb afectació del sistema nerviós central. Campbell va dir que "La persona corrent desafortunada bé podria ser induïda a error per la retòrica de Vithoulkas i rebutjar el tractament ortodox". Les declaracions de Vithoulkas entren en conflicte amb els estudis científics, que indiquen que el tractament amb penicil·lina produeix una curació completa de la sífilis en més del 90% dels casos.
La teoria dels miasmes s'ha criticat com una explicació desenvolupada per Hahnemann per preservar el sistema de l'homeopatia davant dels fracassos del seu tractament, per ser inadequada per cobrir els centenars de tipus de malalties, i per no ser capaç d'explicar la predisposició a certes malalties, així com la genètica, els factors ambientals, i la història clínica única de cada pacient.

### Seglexix: creixement en popularitat i primeres crítiques
L'homeopatia va aconseguir la seva major popularitat durant el segle xix. El doctor John Franklin Gray (1804-1882) va ser el primer practicant d'homeopatia als Estats Units, en començar el 1828 a la ciutat de Nova York. El 1830 es van obrir les primeres escoles homeopàtiques, i durant tot el segle xix van aparèixer dotzenes d'institucions homeopàtiques a Europa i els Estats Units. El 1900 hi havia als Estats Units 22 col·legis homeopàtics i 15.000 professionals. Com que la pràctica mèdica d'aleshores estava basada en tractaments ineficaços i sovint perillosos, els pacients dels homeòpates sovint tenien millors resultats que els dels metges de l'època. Els remeis homeopàtics, tot i que són ineficaços, és molt difícil que causin cap dany, i així els usuaris dels remeis homeopàtics tenien menys probabilitats de morir pel tractament que se suposava que els estava ajudant. L'èxit relatiu de l'homeopatia al segle xix podria haver portat a l'abandonament dels tractaments ineficaços i perjudicials com les sagnies i purgues i haver començat el moviment cap a una medicina més eficaç basada en la ciència. Una de les raons de la creixent popularitat de l'homeopatia va ser el seu aparent èxit en el tractament de persones que patien malalties infeccioses epidèmiques. Durant les epidèmies del segle xix de malalties com el còlera, les taxes de mortalitat en hospitals homeopàtics eren sovint més baixes que en els hospitals convencionals, on els tractaments utilitzats en aquell moment eren sovint perjudicials i feien poc o res per combatre les malalties.
Des de la seva creació, però, l'homeopatia va rebre les crítiques de la ciència convencional. Sir John Forbes, metge de la reina Victòria, va dir el 1843 que les dosis extremadament petites de l'homeopatia eren ridiculitzades regularment com a inútils, "un ultratge a la raó humana". James Young Simpson va dir el 1853 sobre aquests remeis altament diluïts: "No hi ha cap verí, per fort o poderós que sigui, la milmilionèsima o decilionèssima part del qual pugui afectar gens ni mica un home o fer mal a una mosca". El metge i escriptor nord-americà del segle xix Oliver Wendell Holmes també va ser un fort crític de l'homeopatia i el 1842 va publicar un assaig titulat Homeopatia i els seus deliris similars. Els membres de la Societat Homeopàtica Francesa van observar el 1867 que alguns dels principals homeòpates d'Europa no solament estaven abandonant la pràctica de l'administració de les dosis infinitesimals, sinó que ja tampoc no la defensaven. L'última escola als Estats Units que ensenyava exclusivament l'homeopatia va tancar el 1920.

### Retorn a la popularitat alseglexx
Segons Paul Ulrich Unschuld, el règim nazi a Alemanya estava fascinat per l'homeopatia, que veia com una alternativa a l'"escola jueva de medicina" (en alemany, verjudete Schulmedizin). El 1937, el règim va acollir el Congrés Mundial d'Homeopatia a Berlín, i va gastar grans sumes de diners en la investigació dels seus mecanismes, però sense obtenir-ne un resultat positiu. Un dels metges homeòpates involucrat amb les investigacions, Fritz Donner, va fer-ne un informe el 1966, però que no va ser publicat fins al 1996. Unschuld sosté, també, que l'homeopatia es va mantenir més profundament establerta en el pensament europeu que en el nord-americà.
Als Estats Units, la Llei d'Aliments, Medicaments i Cosmètics (en anglès: Food, Drug, and Cosmetic Act) de 1938 (patrocinada per Royal Copeland, senador de Nova York i metge homeòpata) va reconèixer els remeis homeopàtics com a medicaments. En la dècada de 1950, només hi havia 75 homeòpates exclusius que exercissin als Estats Units. No obstant això, a mitjans i finals de la dècada de 1970, l'homeopatia va fer una reaparició significativa, en part gràcies a l'auge del moviment New Age, i les vendes d'algunes companyies homeopàtiques es van multiplicar per deu. L'homeòpata grec George Vithoulkas va dur a terme una "gran quantitat d'investigacions per actualitzar els escenaris i refinar les teories i la pràctica de l'homeopatia", a partir de la dècada de 1970; i l'ús de l'homeopatia va tornar a créixer a tot el món; al Brasil durant la dècada de 1970 i a Alemanya, durant la dècada de 1980. Va ser, aleshores, quan les principals cadenes farmacèutiques van reconèixer el potencial de negoci de la venda dels remeis homeopàtics.
Bruce Hood ha argumentat que la creixent popularitat de l'homeopatia en els últims temps pot ser per les llargues consultes que els professionals homeopàtics estan disposats a donar als seus pacients en comparació amb els metges convencionals, i per una preferència irracional als productes "naturals" que la gent pensa que són la base dels remeis homeopàtics.

## Remeis i tractament

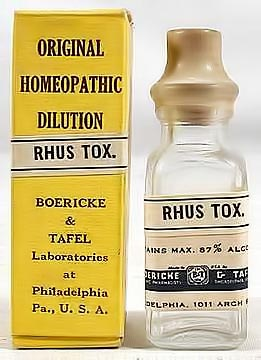
El remei homeopàtic Rhus toxicodendron, derivat de l'heura metzinosa.

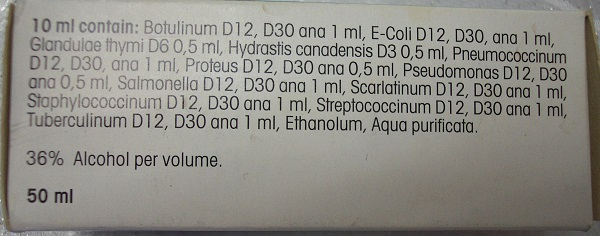
Un preparat fet a partir de dilucions D de materials perillosos com ara bacteris causants de botulisme, Escherichia coli, timus d'origen no especificat, bacteris causants de pneumònia, pseudomonas, pròteus, bacteris causants de salmonel·la i escarlatina, estafilococs i bacteris causants de tuberculosi. L'etanol està llistat també com a dil·luït redundantment en alcohol.

L'homeopatia és una filosofia vitalista que atribueix la causa de la malaltia a les pertorbacions patides per una "força vital" hipotètica. Aquestes pertorbacions es manifestarien en símptomes. Els homeòpates afirmen que la suposada força vital tindria capacitat per reaccionar davant de pertorbacions internes o externes, segons el que anomenen principi de susceptibilitat. Segons ells, els remeis homeopàtics "estimulen l'energia curativa" dels organismes perquè aquesta "energia" torni al seu equilibri per si mateixa.
D'acord amb aquest principi homeopàtic de susceptibilitat, fins i tot un estat mental negatiu podria atreure uns hipotètics causants de la malaltia denominats miasmes, que afectarien el cos provocant els símptomes de la malaltia. No obstant això, Hahnemann rebutjava la noció que la malaltia fos una entitat separada o invasora, i insistia que sempre era part del "total vivent", és a dir, de l'individu.
Els metges homeopàtics es basen en dos tipus de referències a l'hora de prescriure remeis: materia medica i repertoris. Una materia medica homeopàtica és un conjunt d'imatges del medicament, organitzades alfabèticament per remei, que descriu els patrons de símptomes associats amb cada remei. Un repertori homeopàtic és un índex de símptomes de malalties que enumera els remeis associats amb cada símptoma específic.
L'homeopatia utilitza moltes substàncies animals, vegetals, minerals i sintètiques en els seus remeis; per exemple, arsenicum album (òxid d'arsènic), natrum muriaticum (clorur de sodi o sal de taula), Lachesis muta (el verí de la serp cascavell muda), opium (opi) i thyroidinum (hormona tiroidal). Els homeòpates utilitzen també tractaments denominats nosodes (del grec nosos, malaltia) fets a base de productes de malalties o patològics com ara productes fecals, urinaris i respiratoris, sang i teixits. Els remeis homeopàtics preparats a partir d'espècimens sans se'ls anomena sarcodes.
Alguns homeòpates moderns han considerat bases més esotèriques per als remeis, conegudes com a imponderables, ja que no procedeixen d'una substància sinó de l'energia electromagnètica que suposadament l'alcohol o la lactosa hauria "capturat". Els exemples inclouen els raigs X i la llum solar. Alguns homeòpates també utilitzen tècniques que altres practicants consideren controvertides. Com a exemples d'aquestes tècniques trobem remeis de paper, en els quals la substància i la dilució s'escriuen en trossos de paper i o bé dipositat a la roba dels pacients, o es posen en les seves butxaques, o es col·loquen sota gots d'aigua que després es donen als pacients, així com l'ús de la radiònica per a preparar remeis. Els homeòpates clàssics han criticat durament aquestes pràctiques, titllant-les d'infundades, especulatives, i que ratllen la màgia i la superstició.

### El principi de similitud
La teoria de l'homeopatia sosté que els mateixos símptomes que provoca una substància tòxica en una persona sana poden ser curats per un remei preparat amb la mateixa substància tòxica, seguint el principi enunciat com a similia similibus curantur ("allò similar es cura amb allò similar"). A aquest axioma, no demostrat científicament, se l'anomena principi de similitud.
El concepte homeopàtic de malaltia difereix del de la medicina: considera que l'arrel del mal és espiritual en comptes de física, i que el malestar es manifesta primer amb símptomes emocionals (com ansietat i aversions), passant a ser, si no es tracten a temps, símptomes mentals, conductuals i, finalment, físics. Ja que el procés començaria molt abans que apareguessin els símptomes físics, es deduiria que els bacteris i els virus haurien de ser efectes en lloc de causes de la malaltia. Com resumeix G. Weissmann, per Hahnemann la malaltia no la causava cap agent físic discret, sinó la manca d'harmonia amb la "força vital"; per a expressar la inexistència d'aquests agents, Hahnemann es preguntava: "Algú ha vist alguna vegada la matèria de la gota o el verí de l'escròfula?". Unes dècades després de la mort de Hahnemann, Archibald Garrod va demostrar que l'urat monosòdic és la "matèria de la gota" i Robert Koch que Mycobacterium tuberculosis és el "verí de l'escròfula".

### Preparació

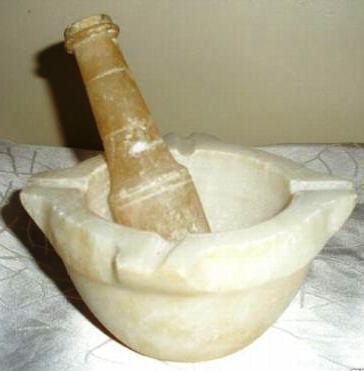
Morter utilitzat per triturar sòlids insolubles, com ara quars i petxina d'ostra, per a remeis homeopàtics.

En la producció de remeis per a malalties, els homeòpates utilitzen un procés anomenat dinamització o potenciació, mitjançant el qual una substància es dilueix amb alcohol o aigua destil·lada i després s'agita vigorosament fent 10 cops durs contra un cos elàstic en un procés que homeòpates anomenen sucussió. Hahnemann defensava l'ús de substàncies que produeixen símptomes similars als de la malaltia que s'està tractant, però va observar que les dosis sense diluir intensifiquen els símptomes i agreugen la condició del pacient, i causen de vegades reaccions tòxiques perilloses. Per tant, va especificar que les substàncies es diluïssin, per la seva creença que la sucussió activava "l'energia vital" de la substància diluïda i la feia més forta. Per facilitar la sucussió, Hahnemann utilitzava la Bíblia per colpejar el recipient que contenia la dissolució, i va fer que un baster construís en un tauler especial de fusta cobert de cuir per una banda i farcit de crin per l'altra, on colpejava les dilucions. Els sòlids insolubles, com el quars i les petxines d'ostres, es dilueixen per trituració amb lactosa.

### Dilucions

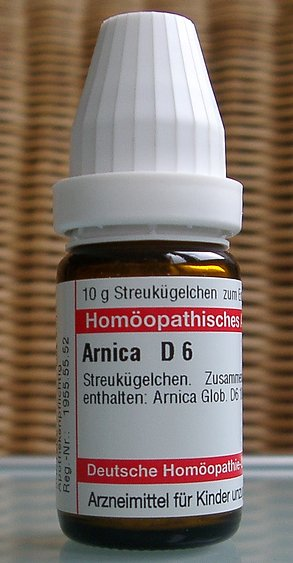
Aquesta ampolla conté àrnica D6; és a dir, la dilució nominal és d'una part per milió (10^{-6}).

Segons l'homeopatia, la potència dels seus remeis depèn del nombre de dilucions: com més diluïts estiguin, més potents són. El procés de dilució es diu potenciació. Això contrasta amb la medicina convencional i la bioquímica, que estableixen que com més ingredient actiu sigui present en un medicament major serà l'efecte fisiològic (ja sigui positiu o negatiu). Diluir substàncies tal com ho fa l'homeopatia no hauria d'incrementar o disminuir els efectes que la substància en qüestió té, sinó que, de fet, elimina per complet l'agent suposadament sanador.
En homeopatia s'utilitzen regularment tres escales logarítmiques diferents pel que fa a la potència de la dilució. Hahnemann va crear el centesimal o escala C, on la substància es dilueix en un factor de 100 en cada fase. Hahnemann va promoure aquesta escala centesimal durant la major part de la seva vida. Una dilució 2C requereix que una substància es dilueixi a una part en 100 d'aigua (o el dissolvent utilitzat en cada cas), i que seguidament una part d'aquesta solució diluïda es dilueixi de nou en un factor d'una part per 100 de dissolvent. Això fa que s'obtingui una dissolució d'una part de la substància original en 10.000 parts del dissolvent. Una dilució 6C repeteix aquest procés sis vegades, de manera que acaba amb la substància original diluïda per un factor de 100⁶=1012 (una part en un bilió o 1/1.000.000.000.000). Les dilucions més altes segueixen el mateix patró. En homeopatia, es diu que una solució més diluïda té una major potència, i els homeòpates consideren les substàncies més diluïdes com a remeis més forts i que actuen de manera més profunda. El producte final és sovint tan diluït que és indistingible del dissolvent (que pot ser, per exemple, aigua pura, sucre o alcohol). De vegades s'utilitza també una escala de potència decimal (denotada com X o D), en la qual el remei es dilueix en cada fase per un factor de 10.
Hahnemann defensava l'ús de dilucions de 30C per a la majoria dels casos (és a dir, dilucions en un factor de 1060). En l'època de Hahnemann, era raonable suposar que els remeis es poguessin diluir indefinidament, ja que tot just es començava a reconèixer el concepte d'àtom o molècula com la unitat més petita possible d'una substància química. La dilució més gran que té una probabilitat raonable de contenir almenys una molècula de la substància original és 12C.
Tant els crítics com els defensors de l'homeopatia tracten sovint d'il·lustrar les dilucions de l'homeopatia amb analogies. S'ha escrit que Hahnemann havia fet broma dient que buidar una ampolla de verí al llac Léman seria un procediment adequat per fer front a una epidèmia, si es pogués succionar 60 vegades. Un altre exemple, donat per un crític de l'homeopatia i aproximadament correcte, diu que una solució 12C és equivalent a un "pessic de sal en els oceans Atlàntic Nord i Sud junts". Una tercera part d'una gota d'una determinada substància diluïda en tota l'aigua de la Terra produiria un remei amb una concentració d'aproximadament 13C. Un tractament homeopàtic popular per a la grip és una dilució 200C de fetge d'ànec, comercialitzat sota el nom d'oscillococcinum. Com que només hi ha al voltant de 1080 àtoms en tot l'univers observable, una dilució d'una sola molècula en l'univers observable seria d'uns 40C. L'oscillococcinum requeriria doncs 10320 universos per tal de tenir simplement una molècula en la substància final. Les altes dilucions utilitzades típicament es consideren sovint l'aspecte més controvertit i inversemblant de l'homeopatia.

#### Píndoles homeopàtiques

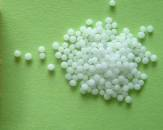
Píndoles homeopàtiques del remei oscillococcinum.

Les píndoles homeopàtiques estan fetes d'una substància inerta (sovint sucres, típicament lactosa), sobre les quals es col·loca una gota del preparat líquid homeopàtic.

#### Debat intern sobre la dilució
No tots els homeòpates defensen l'ús de dilucions extremadament altes. Els remeis a potències inferiors a 4X es consideren com una part important de l'herència homeopàtica.
Molts dels primers homeòpates eren originalment metges i sovint utilitzaven dilucions baixes, com ara 3X o 6X, i poques vegades anaven més enllà de 12X. La divisió entre l'ús de dilucions baixes i altes es va produir per línies ideològiques. Aquells que preferien dilucions baixes destacaven la patologia i un fort vincle amb la medicina, mentre que els qui afavoreixen dilucions altes posaven l'èmfasi en la força vital, els miasmes i una interpretació espiritual de la malaltia. Alguns dels productes amb aquestes dilucions relativament més baixes se segueixen venent, però de la mateixa manera que els seus homòlegs, no s'ha demostrat de manera concloent que tinguin cap efecte més enllà del d'un placebo.

### Proves
La prova homeopàtica, o experimentació pura, és el mètode pel qual es determina el perfil d'un remei homeopàtic.
Al principi, Hahnemann utilitzava dosis sense diluir per a fer les proves, però més tard va defensar l'ús de proves amb remeis a una dilució 30C, i la majoria de comprovacions modernes es duen a terme utilitzant remeis ultradiluïts en què és molt poc probable que cap de les molècules originals hi sigui encara present. Durant el procés de prova, Hahnemann administrava remeis a voluntaris sans, i els observadors recopilaven els símptomes resultants en un "quadre del medicament". S'observava els voluntaris durant mesos i se'ls feia escriure extensos registres amb detalls de la totalitat dels seus símptomes en moments específics al llarg del dia. Se'ls prohibia consumir cafè, te, espècies o vi durant l'experiment; jugar als escacs també estava prohibit perquè Hahnemann ho considerava "massa emocionant", encara que se'ls permetia beure cervesa i se'ls encoratjava fer exercici amb moderació. Després que els experiments s'haguessin acabat, Hahnemann va fer jurar als voluntaris que havien informat de la veritat en els seus diaris, per després interrogar-los extensivament sobre els seus símptomes.
Les proves s'han descrit com a importants en el desenvolupament de l'assaig clínic, pel seu ús primerenc de grups de control simples, procediments sistemàtics i quantitatius, i una de les primeres aplicacions de l'estadística en la medicina. Els llargs registres d'autoexperimentació dels homeòpates han sigut útils en algunes ocasions en el desenvolupament de fàrmacs moderns: per exemple, l'evidència que la nitroglicerina pot ser útil com a tractament per l'angina de pit es va descobrir mirant proves homeopàtiques, encara que els homeòpates d'aleshores no l'havien usat mai per a aquest propòsit. Les primeres proves enregistrades les va publicar Hahnemann el 1796 en el seu Assaig sobre un nou principi. El seu Fragmenta de Viribus (1805) contenia els resultats de 27 proves, i el Materia Medica Pura de 1810 en contenia 65. En el Lectures on Homoeopathic Materia Medica de James Tyler Kent (1905), es van sotmetre 217 remeis a proves homeopàtiques, actualment s'agreguen contínuament noves substàncies.
Tot i que el procés de prova té similituds superficials amb els assajos clínics, és fonamentalment diferent en el fet que és subjectiu, no cec, i és poc probable que les proves modernes utilitzin nivells farmacològicament actius de la substància objecte de la prova. Ja el 1842 Holmes va assenyalar que les proves eren increïblement vagues, i l'efecte pretès no era reproduïble entre subjectes diferents.

### Diagnòstic i repertoris

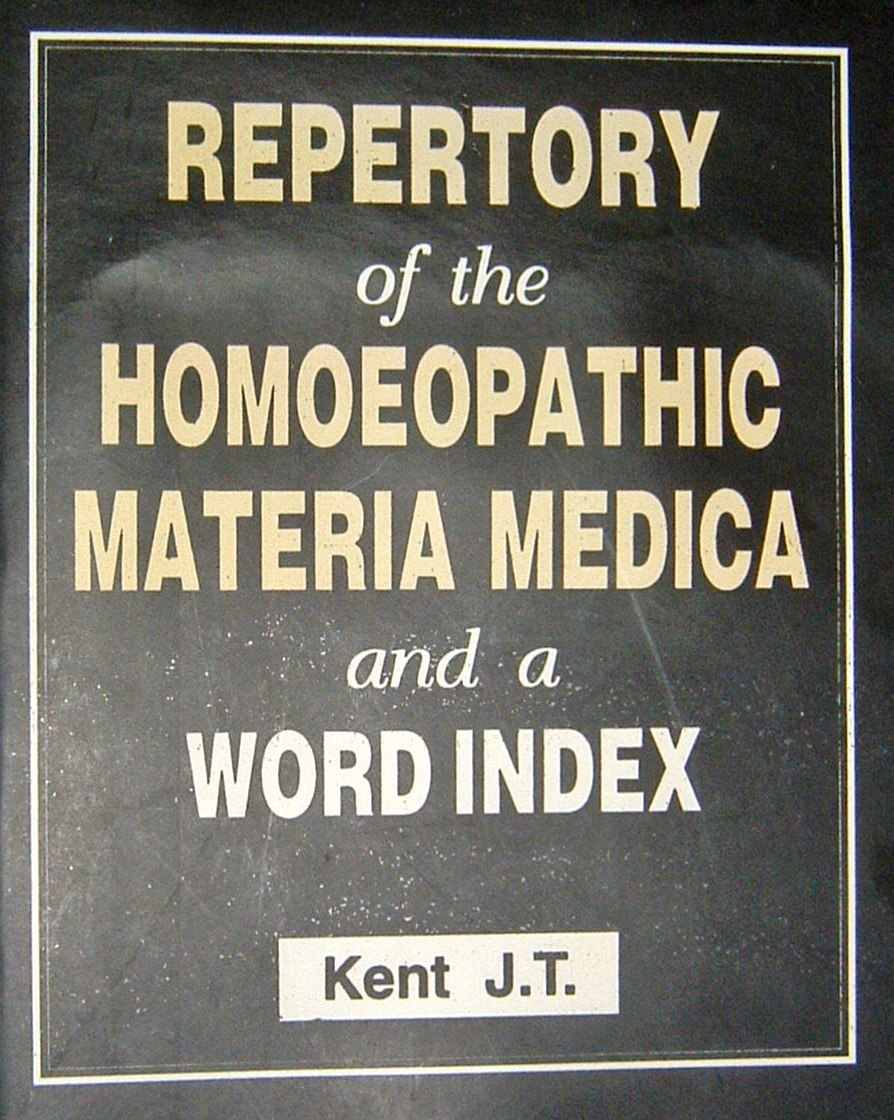
Repertori homeopàtic de James Tyler Kent.

Els homeòpates generalment comencen amb un examen detallat de les històries dels seus pacients, i inclouen preguntes sobre els seus estats físics, mentals i emocionals, les seves circumstàncies de vida i qualsevol malaltia física o emocional. L'homeòpata, després, intenta traduir aquesta informació en una fórmula complexa de símptomes mentals i físics, incloent-hi gustos, aversions, predisposicions innates i fins i tota mena de cos.
A partir d'aquests símptomes, l'homeòpata tria com tractar el pacient. Una compilació dels informes de moltes comprovacions homeopàtiques, complementada amb les dades clíniques, es coneix com una materia medica homeopàtica. Però com que un practicant ha d'explorar primer els remeis per a un símptoma particular en lloc de buscar els símptomes per un remei en particular, el repertori homeopàtic, que és un índex dels símptomes, llista al costat de cada símptoma aquells remeis que se li associen. Els repertoris solen ser molt extensos i poden incloure dades extretes de diverses fonts de materia medica. Sovint hi ha un fort debat entre els compiladors de repertoris i els practicants sobre la veracitat d'una inclusió en particular.
El primer índex simptomàtic de la materia medica homeopàtica el va organitzar Hahnemann. Poc després, un dels seus estudiants, Clemens von Bönninghausen, va crear el Llibre de Butxaca Terapèutic, un altre repertori homeopàtic. El primer repertori homeopàtic com a tal va ser el Symptomenkodex de Georg Jahr, publicat en alemany el 1835, que després va ser traduït a l'anglès el 1838 per Constantine Hering com el Repertory to the more Characteristic Symptoms of Materia Medica. Aquesta versió se centrava menys en les categories de malalties i seria la precursora de les posteriors obres de Kent. Consistia en tres grans volums. Amb el temps aquests repertoris van augmentar en grandària i detall.
Hi ha una certa diversitat en l'enfocament que els homeòpates donen al tractament. L'homeopatia clàssica en general implica exàmens detallats de la història del pacient i dosis poc freqüents d'un únic remei, ja que s'observa el pacient per veure si hi ha millores en els símptomes. En canvi, l'homeopatia clínica implica combinacions de remeis per fer front als diversos símptomes d'una malaltia.

### Ingredients "actius"
La llista d'ingredients que es pot veure en els remeis pot confondre els consumidors fent-los creure que el producte realment conté aquests ingredients. D'acord amb la pràctica homeopàtica habitual, els remeis es preparen començant amb principis actius que sovint es dilueixen en sèrie fins al punt que el producte final ja no conté cap principi actiu biològic.
Seguint la creença coneguda com al principi de similitud, aquests suposats ingredients actius es basen en una similitud molt flexible, que considera per exemple l'ús d'apis mellifica (abella) per tractar els dolors aguts (ja que l'abella també produeix dolors aguts en picar), allium cepa (ceba) pel moqueig o llagrimeig (ja que la ceba també fa plorar), sephia medicinalis (sípia) per les cremades greus de color negre (pel mateix color de la tinta de sípia), tabacum (tabac) per a la tos, trinitrotoluenum (trinitrotoluè) per a la tos explosiva, astacus fluvictilis (cranc) per al càncer, aqua marina (aigua de mar) per a la inquietud i ansietat (ja que l'aigua de mar no està mai quieta), o electricitas (electricitat) per al formigueig, tremolors i convulsions.
James Randi i la campanya 10:23 han exemplificat la manca de principis actius en els productes homeopàtics prenent grans sobredosis. Cap dels centenars de manifestants al Regne Unit, Austràlia, Nova Zelanda, Canadà i els Estats Units van ser ferits ni "ningú va ser curat de res, tampoc".
Si bé la manca de principis actius queda explicitada en la majoria dels productes homeopàtics, sí que hi ha algunes excepcions, com el remei pel refredat Zicam, que es comercialitza com a producte "homeopàtic no aprovat". Conté una sèrie d'ingredients altament diluïts que s'enuncien com "ingredients inactius" a l'etiqueta. Alguns dels ingredients homeopàtics usats en la preparació del Zicam són galphimia glauca, dihidroclorur d'histamina (nom homeopàtic: Histaminum hydrochloricum), luffa operculata, i sofre. Encara que el producte està marcat com "homeopàtic", conté dos ingredients que estan només lleugerament diluïts: acetat de zinc (2X = 1/100 de dilució) i gluconat de zinc (1X = dilució 1/10), de manera que ambdós són presents en una concentració que conté principis biològicament actius. De fet, són tan forts com per haver fet que algunes persones perdessin el sentit de l'olfacte, un símptoma anomenat anòsmia. Això il·lustra per què prendre un producte marcat com a "homeopàtic", i especialment una sobredosi, pot ser igualment perillós, ja que pot contenir ingredients biològicament actius, encara que com s'ha esmentat anteriorment, la majoria dels preparats homeopàtics no contenen cap principi actiu. Pel fet que els fabricants de Zicam l'etiqueten com un producte homeopàtic (malgrat les relativament altes concentracions de principis actius), als Estats Units està exempt de la regulació de la FDA per la Llei de Suplements Dietètics i d'Educació de 1994 (en anglès: Dietary Supplement Health and Education Act o DSHEA).

### Tractaments i pràctiques relacionades

#### Isopatia
La isopatia és una teràpia derivada de l'homeopatia inventada per Johann Joseph Wilhelm Lux la dècada de 1830. La isopatia es diferencia de l'homeopatia en el fet que els remeis, coneguts com a nosodes, estan fets ja sigui dels agents causants de la malaltia o dels productes de la malaltia, com ara el pus. Moltes de les anomenades "vacunes homeopàtiques" són una forma d'isopatia.

#### Remeis florals
Els remeis florals es poden preparar mitjançant la col·locació de les flors en aigua i exposar-les a la llum solar. El remei floral més famós són les flors de Bach, desenvolupat pel metge i homeòpata Edward Bach. Encara que els defensors d'aquests remeis comparteixen la visió vitalista del món amb l'homeopatia i diuen que els remeis actuen a través de la mateixa hipotètica força vital, el mètode de preparació és diferent. Les flors de Bach es preparen, per exemple, col·locant flors en bols d'aigua il·luminada pel sol, i els remeis no se sucussionen. No hi ha proves científiques o clíniques convincents de què els remeis florals siguin eficaços.

#### Ús veterinari
La idea d'utilitzar l'homeopatia com a tractament per a altres animals, anomenada homeopatia veterinària, es remunta als inicis de l'homeopatia; el mateix Hahnemann va escriure i parlar sobre l'ús de l'homeopatia en animals diferents dels éssers humans. Als Estats Units, la FDA no ha aprovat els productes homeopàtics com a medicina veterinària. Al Regne Unit, els cirurgians veterinaris que utilitzen l'homeopatia poden pertànyer a la Facultat d'Homeopatia i/o a l'Associació Britànica de Cirurgians Veterinaris Homeopàtics. Al Regne Unit, els animals poden ser tractats només per veterinaris qualificats. En l'àmbit internacional, l'organisme que dona suport i representa els veterinaris homeopàtics és l'Associació Internacional d'Homeopatia Veterinària. L'ús de l'homeopatia en la medicina veterinària és controvertit, la poca investigació existent sobre el tema no és d'un nivell científic suficient per proporcionar dades fiables sobre la seva eficàcia. Alguns estudis també han trobat que l'administració de placebos als animals pot tenir un paper actiu en influenciar els amos de les mascotes a creure en l'eficàcia del tractament quan en realitat no n'hi ha cap.
El Departament de Medi Ambient, Alimentació i Afers Rurals del Regne Unit (DeFRA) ha adoptat una posició sòlida en contra de l'ús dels remeis alternatius com l'homeopatia en mascotes.

#### Electrohomeopatia
L'electrohomeopatia és un tractament ideat pel comte Cesare Mattei (1809-1896), que va proposar que uns suposats "colors" de l'electricitat es podien utilitzar per tractar el càncer. L'electrohomeopatia, popular a la fi del segle xix, s'ha descrit com una "idiotesa absoluta".

## Evidència i eficàcia
La baixa concentració dels remeis homeopàtics, que sovint fins i tot no tenen ni una sola molècula de la substància diluïda, es troba a la base del qüestionament dels efectes dels remeis des del segle xix. Els defensors moderns de l'homeopatia han proposat el concepte de la "memòria de l'aigua", segons el qual l'aigua "recorda" les substàncies que s'hi barregen i transmet després l'efecte d'aquestes substàncies quan es consumeix. Aquest concepte és incompatible amb l'actual comprensió de la matèria, i la memòria de l'aigua no ha demostrat tenir cap efecte detectable, ja sigui biològic o de qualsevol altra naturalesa. La investigació farmacològica ha trobat en canvi que els efectes més forts d'un principi actiu es produeixen amb dosis més altes, i no més baixes.
Fora de la comunitat de les medicines alternatives i complementàries, fa molt temps que els científics han considerat l'homeopatia com una farsa, o —com Bruce Hood explicita— com una "xerrameca sobrenatural". Hi ha una absència total d'evidència estadística sòlida de l'eficàcia terapèutica de l'homeopatia, de manera consistent amb la manca de qualsevol agent farmacològic o mecanisme biològicament plausible. S'han invocat conceptes abstractes de la física teòrica per suggerir explicacions de com o per què els remeis podrien funcionar, incloent-hi l'entrellaçament quàntic, la teoria de la relativitat i la teoria del caos. No obstant això, les explicacions les ofereixen persones no especialistes en el camp, i sovint inclouen especulacions que no són correctes en la seva aplicació dels conceptes i que no compten amb el suport dels experiments. Diversos conceptes clau de l'homeopatia entren en conflicte amb els conceptes fonamentals de la física i la química. Per exemple, l'entrellaçament quàntic no és possible, ja que els éssers humans i altres animals són massa grans com per ser afectats pels efectes quàntics, i l'entrellaçament és un estat delicat que poques vegades dura més d'una fracció de segon. A més, si bé l'entrellaçament pot resultar en certs aspectes de les interaccions entre partícules subatòmiques individuals, això no significa que les partícules puguin reflectir o reproduir l'una a l'altra, o causar transformacions que millorin la salut.

### Plausibilitat
Les dilucions extremes utilitzades en els preparats homeopàtics sovint no deixen res de la substància original en el producte final. El mecanisme modern proposat pels homeòpates, la memòria de l'aigua, es considera inversemblant pel fet que l'ordre de curt abast en l'aigua només persisteix durant prop d'1 picosegon. L'existència d'un efecte farmacològic en absència d'un veritable principi actiu és incompatible amb la relació dosi-efecte característica dels fàrmacs terapèutics (mentre que els efectes placebo no són no específics i sense relació amb l'activitat farmacològica). La justificació proposada per aquestes dilucions extremes —que l'aigua conté la "memòria" o "vibració" l'ingredient diluït— és contrària a les lleis de la química i la física, com per exemple la llei d'acció de masses. L'anàlisi mostra que els mecanismes proposats per l'homeopatia no poden tenir cap efecte segons les lleis de la física i la química-física.

#### Dilucions altes
Les dilucions extremadament altes de l'homeopatia exclouen un mecanisme d'acció biològicament plausible. Els remeis homeopàtics estan sovint diluïts fins al punt que no queden molècules de la solució original en una dosi del remei final. Els homeòpates sostenen que la dilució metòdica d'una substància, començant amb una solució del 10% o menor i treballar cap avall, amb agitació després de cada dilució, produeix un remei terapèuticament actiu, i no aigua terapèuticament inerta. Ja que fins i tot les estructures no-covalents de més llarga vida a l'aigua líquida a temperatura ambient són estables durant només uns pocs picosegons, els crítics han arribat a la conclusió que qualsevol efecte que pogués haver estat present en la substància original ja no pot existir. En estudiar remeis homeopàtics mitjançant ressonància magnètica nuclear no es va trobar cap evidència de clústers estables de molècules d'aigua.
A més, ja que l'aigua haurà estat en contacte amb milions de substàncies diferents al llarg de la seva història, els crítics assenyalen que l'aigua és, per tant, una dissolució extrema de gairebé qualsevol substància imaginable. Al beure aigua, hom estaria, segons aquesta interpretació, rebent tractament per a qualsevol símptoma imaginable. A efectes de comparació, la norma ISO 3696:1987 defineix un estàndard per a l'aigua utilitzada en l'anàlisi de laboratori; aquest estàndard permet un nivell de contaminants de deu parts per mil milions, o 4C en notació homeopàtica. Aquesta aigua no es pot guardar en un recipient de vidre, ja que els contaminants es filtrarien a l'aigua.
Els practicants de l'homeopatia sostenen que les dilucions més altes —descrites com de més potència— produeixen efectes medicinals més forts. Aquesta idea és incompatible amb les relacions dosi-efecte observades en els medicaments convencionals, en els quals els efectes depenen de la concentració del principi actiu en el cos. Aquesta relació dosi-efecte s'ha confirmat en una miríada experiments amb organismes tan diversos com nematodes, rates, i éssers humans.
Stephen Barrett ha citat el físic Robert L. Park, exdirector executiu de la Societat Americana de Física, dient
| «                                      | com que la menor quantitat d'una substància en una solució és una molècula, una solució 30C hauria de tenir almenys una molècula de la substància original dissolta en un mínim de 1.000.000.000.000.000.000.000.000.000.000.000.000.000.000.000.000.000.000.000.000 [o 1060] molècules d'aigua. Això requeriria un contenidor més de 30.000.000.000 vegades la grandària de la Terra. | » |
| — Robert L. Park, citat a Barrett 2004 | |   |

Park ha dit que "per esperar obtenir tan sols una molècula de la substància 'mèdica' suposadament present en les píndoles de dilució 30X, caldria prendre'n uns dos mil milions, cosa que implicaria prendre al voltant de mil tones de lactosa més les impureses que la lactosa contingués".
Segons les lleis de la química, hi ha un límit en la dilució que es pot fer sense perdre del tot la substància original. Aquest límit, relacionat amb el nombre d'Avogadro, que és aproximadament igual a les potències homeopàtiques de 12C o 24X (1 part en 1024). Els experiments científics dirigits tant pel programa Horizon de la BBC com pel 20/20 de l'American Broadcasting Company van ser incapaços de diferenciar les dilucions homeopàtiques de l'aigua, fins i tot quan es van utilitzar proves suggerides pels mateixos homeòpates. El programa Quèquicom va obtenir també resultats similars.

#### La memòria de l'aigua
Els defensors de l'homeopatia han tractat de justificar-la amb diferents explicacions. Un d'aquests intents es basa en la noció que l'aigua seria capaç de tenir memòria; és a dir, que pot recordar les propietats químiques de la substància que s'ha diluït en ella. Tanmateix, no hi ha evidència científica que doni suport a l'existència d'aquesta propietat de l'aigua.
El concepte de la memòria de l'aigua va ser proposat per l'homeòpata francès Jacques Benveniste, que va publicar, l'any 1988, els experiments sobre la memòria de l'aigua a la revista científica Nature però amb una editorial de la revista demanant precaució sobre aquest tema. La mateixa revista Nature en el número següent publicà un altre article sobre les altes dilucions i la impossibilitat de l'existència de la memòria de l'aigua.
Mentre que alguns estudis, incloent-hi el de Benveniste, han informat d'aquest efecte, les repeticions amb el sistema de doble cec no han pogut reproduir aquest resultat i, per tant, la memòria de l'aigua és un concepte actualment no acceptat per la comunitat científica. L'aigua líquida no manté xarxes ordenades de molècules més enllà d'una petita fracció de nanosegons.

### Eficàcia

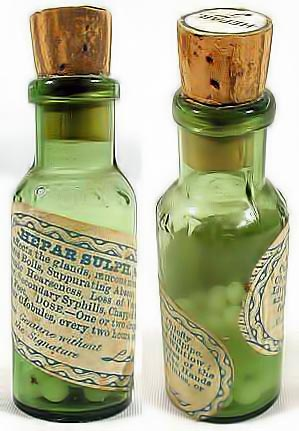
Antiga ampolla de Hepar sulph fet a partir de sulfur de calci.

L'eficàcia de l'homeopatia ha estat en disputa des de la seva creació. Un dels primers estudis de doble cec sobre l'homeopatia el va patrocinar el govern britànic durant la Segona Guerra Mundial, on els voluntaris van posar a prova l'eficàcia dels remeis homeopàtics contra cremades de gas mostassa diluït.
No s'ha demostrat que cap preparat individual fos de manera inequívoca diferent del placebo. La qualitat metodològica de la investigació primària era en general baixa, amb problemes com ara deficiències en el disseny de l'estudi i la presentació dels informes, una mida mostral petita, i biaix de selecció. Des que han aparegut assajos de millor qualitat, l'evidència de l'eficàcia dels preparats homeopàtics ha disminuït, i els assajos de major qualitat indiquen que els remeis no exerceixen cap efecte intrínsec. Una anàlisi, feta per la Col·laboració Cochrane el 2010, de tots els estudis pertinents amb "la millor evidència" va arribar a la conclusió que "l'evidència més fiable —la produïda per Revisions Cochrane— no ha demostrat que els medicaments homeopàtics tinguin efectes més enllà del placebo".

#### Biaix de publicacions i altres problemes metodològics
El fet que assaigs controlats aleatoris individuals hagin donat resultats positius no està en contradicció amb una total falta d'evidència estadística de l'eficàcia de l'homeopatia. Una petita proporció d'assaigs controlats aleatoris proporcionen inevitablement resultats falsos positius a causa de la influència de l'atzar: un resultat positiu estadísticament significatiu s'adjudica típicament quan la probabilitat que sigui causat per l'atzar en lloc d'un efecte real no és de més del 5% —un nivell en el qual es pot esperar que aproximadament 1 de cada 20 proves mostrin un resultat positiu en absència de qualsevol efecte terapèutic. A més, els assajos de qualitat metodològica baixa (és a dir, els que han estat dissenyats, realitzats o publicats de manera inadequada) són propensos a donar resultats enganyosos. En una revisió sistemàtica de la qualitat metodològica dels assajos amb assignació a l'atzar en tres branques de la medicina alternativa, Linde et al. van ressaltar grans deficiències en el sector de l'homeopatia, que incloïen una la mala aleatorització.
Un tema relacionat és el biaix de publicació: els investigadors tenen més probabilitats de presentar per a la seva publicació proves que mostrin un resultat positiu, i les revistes prefereixen publicar resultats positius. El biaix de publicació ha estat especialment notable en revistes de medicina alternativa i complementària, on ben pocs dels articles publicats (només un 5% durant l'any 2000) tendeixen a publicar resultats nuls. Pel que fa a la representació de l'homeopatia en la literatura mèdica, una revisió sistemàtica va trobar indicis de biaix en les publicacions dels assaigs clínics (tendint cap a la representació negativa en les principals revistes mèdiques, i cap a la positiva en les revistes de medicina complementària i alternativa), però no en les metanàlisis.
Els resultats positius són molt més propensos a ser falsos si la probabilitat prèvia d'allò que es defensa és baixa.

#### Revisions sistemàtiques i metanàlisis d'eficàcia
Tant les metanàlisis, que combinen estadísticament els resultats de diversos assaigs controlats aleatoris, i altres revisions sistemàtiques de la literatura científica són eines essencials per resumir l'evidència sobre l'eficàcia terapèutica. Les primeres revisions sistemàtiques i metanàlisis d'assaigs que van avaluar l'eficàcia dels remeis homeopàtics en comparació amb el placebo sovint tendien a generar resultats positius, però en general semblaven poc convincents. En particular, els informes de les tres grans metanàlisis advertien els lectors que no se'n podien extreure conclusions definitives, en gran part a causa dels defectes metodològics en els estudis primaris i la dificultat de controlar el biaix de publicació. El resultat positiu d'una de les metanàlisis primerenques més destacades, publicada a The Lancet el 1997 per Linde et al., va ser posteriorment reformulat pel mateix equip d'investigació, que va escriure:
| « | (anglès) The evidence of bias [in the primary studies] weakens the findings of our original meta-analysis. Since we completed our literature search in 1995, a considerable number of new homeopathy trials have been published. The fact that a number of the new high-quality trials ... have negative results, and a recent update of our review for the most "original" subtype of homeopathy (classical or individualized homeopathy), seem to confirm the finding that more rigorous trials have less-promising results. It seems, therefore, likely that our meta-analysis at least overestimated the effects of homeopathic treatments. | (català) L'evidència de biaix [en els estudis primaris] debilita els resultats de la nostra metanàlisi original. Atès que vam completar la nostra recerca de la literatura el 1995, s'han publicat un nombre considerable de nous assaigs d'homeopatia des d'aleshores. El fet que alguns dels nous assaigs d'alta qualitat... tinguin resultats negatius, i una actualització recent de la nostra revisió per al subtipus més "original" de l'homeopatia (l'homeopatia clàssica o individualitzada), sembla confirmar la troballa que els assajos més rigorosos tenen resultats menys prometedors. Sembla, doncs, probable que la nostra metanàlisi va com a mínim sobreestimar els efectes dels tractaments homeopàtics. | » |
| — Linde, K; Scholz, M; Ramirez, G; Clausius, N; Melchart, D; Jonas, WB, "Impact of Study Quality on Outcome in Placebo-Controlled Trials of Homeopathy", Journal of Clinical Epidemiology 52 (7): 631–6 (1999) | | |   |

El 2002, una revisió sistemàtica de les revisions sistemàtiques disponibles va confirmar que els assajos de més qualitat tendien a tenir resultats menys positius, i no va trobar evidència convincent que cap remei homeopàtic exercís efectes clínics diferents del placebo.
El 2005, la revista mèdica The Lancet va publicar una metaanàlisi de 110 assaigs de l'homeopatia controlats amb placebo i 110 assaigs mèdics corresponents basats en el Programa per a l'Avaluació de la Medicina Complementària (o PEK) del govern suís. L'estudi va concloure que les seves troballes eren compatibles amb la teoria que els efectes clínics de l'homeopatia són efectes placebo.
El 2006, una metanàlisi de sis assaigs que avaluaven els tractaments homeopàtics per a reduir els efectes secundaris de la teràpia contra el càncer després d'utilitzar radioteràpia i quimioteràpia va trobar que no hi havia "proves suficients per donar suport a l'eficàcia clínica de la teràpia homeopàtica en el tractament del càncer".
Una revisió sistemàtica de 2007 de l'homeopatia per a nens i adolescents va trobar que l'evidència per al trastorn hiperactiu de dèficit d'atenció i per la diarrea infantil era mixta. No es van trobar diferències amb el placebo pel que fa a la vegetació adenoide, l'asma, o la infecció del tracte respiratori superior. L'evidència no era suficient per recomanar cap intervenció terapèutica o preventiva, i el retard en el tractament mèdic pot ser perjudicial per al pacient.

El 2012, una revisió sistemàtica que avaluava l'evidència sobre possibles efectes adversos de l'homeopatia va concloure que "l'homeopatia té el potencial de danyar els pacients i els consumidors de manera directa i indirecta". Un dels revisors, Edzard Ernst, va complementar l'article al seu bloc i va escriure: "Ho he dit moltes vegades i ho diré de nou: si s'utilitza com una alternativa a una cura efectiva, fins i tot el tractament més 'inofensiu' pot arribar a ser perillós per a la vida".
La Biblioteca Cochrane va trobar evidència clínica insuficient per avaluar l'eficàcia dels tractaments homeopàtics per l'asma, la demència, o per l'ús de l'homeopatia en la inducció del part. Altres investigadors no van trobar evidència que l'homeopatia fos beneficiosa per a l'artrosi, la migranya o el cruiximent muscular.
Organitzacions de salut, com el National Health Service del Regne Unit, l'Associació Mèdica Nord-americana, la Federació d'Associacions Estatunidenques de Biologia Experimental (FASEB) i el Ministeri de Sanitat espanyol han emès declaracions de les seves conclusions segons les quals "no hi ha evidència de bona qualitat de què l'homeopatia és eficaç com a tractament per cap condició de salut".
Alguns homeòpates han criticat els estudis clínics sobre l'eficàcia mèdica de l'homeopatia com a irrellevants, ja que no estudien "l'homeopatia clàssica". Hi ha, però, un cert nombre d'assaigs clínics que sí que han estudiat l'homeopatia individualitzada. Una revisió de 1998 va trobar 32 assaigs que complien els seus criteris d'inclusió, 19 dels quals estaven controlats per placebos i tenien suficients dades per la metanàlisi. Aquests 19 estudis mostraven una ràtio combinada d'entre 1,17 i 2,23 en favor de l'homeopatia individualitzada comparada amb el placebo, però no s'observaven diferències quan l'anàlisi es restringia als assaigs de millor metodologia. Els autors van concloure que "els resultats dels assaigs aleatoris disponibles suggereixen que l'homeopatia individualitzada té un efecte per sobre del placebo. L'evidència, però, no és convincent a causa de les deficiències metodològiques i d'inconsistències". Jay Shelton, autor d'un llibre sobre l'homeopatia, ha declarat que aquesta conclusió assumeix sense evidència que l'homeopatia clàssica individualitzada funciona millor que les variants no clàssiques.
En un article de 2012 publicat a l'Skeptical Inquirer, Edzard Ernst va revisar les publicacions del grup d'investigació que ha publicat la major part dels estudis clínics sobre tractaments homeopàtics entre 2005 i 2010. Un total d'11 articles, publicats tant en revistes mèdiques convencionals com a alternatives, descriuen tres assaigs clínics aleatoris (un article), els estudis de cohort prospectius sense controls (set articles) i els estudis de cohorts comparatius amb controls (tres articles). Les malalties inclouen una àmplia gamma de condicions com ara operacions de genoll, èczema, migranya, insomni i "qualsevol condició en pacients d'edat avançada". L'avaluació feta per Ernst va trobar nombroses errades en el disseny, la realització i la presentació d'informes dels estudis clínics. Alguns exemples d'això són: pocs detalls del tractament homeopàtic administrat, presentació enganyosa dels controls (comparació del tractament homeopàtic i convencional juntament amb el tractament convencional, però presentat com a tractament homeopàtic pur comparat amb el tractament convencional) i dades similars en diversos articles. Va arribar a la conclusió que les dades poc fiables i malinterpretades feien que semblés que l'homeopatia tenia efectes clínics que poden ser atribuïts a biaixos o factors de confusió, i que el "lector ocasional pot ser seriosament enganyat".

### Explicació dels efectes percebuts
La ciència ofereix una varietat d'explicacions de com pot semblar que l'homeopatia curi malalties o alleugi els símptomes encara que els mateixos remeis siguin inerts:
- L'efecte placebo: l'intens procés de consulta i les expectatives que es tenen dels preparats homeopàtics poden causar l'efecte.
- Efecte terapèutic de la consulta: la cura, la preocupació i reassegurança que el pacient experimenta quan s'obre a un cuidador compassiu pot tenir un efecte positiu en el benestar del pacient.
- Curació natural sense ajuda: el temps i la capacitat del cos per curar-se sense ajuda poden eliminar moltes malalties per si mateixos.
- Tractaments no reconeguts: pot haver-hi hagut un aliment, exercici, agent mediambiental, o tractament per a una malaltia diferent que hagi tingut efecte.
- Regressió a la mitjana: com que moltes malalties o condicions mèdiques són cícliques, els símptomes poden variar amb el temps i els pacients tendeixen a buscar atenció quan el malestar és més gran; poden sentir-se millor igualment, però a causa de les dates de la visita a l'homeòpata els pacients atribueixen la millora al remei pres.
- Tractament no homeopàtic: els pacients també poden rebre atenció mèdica estàndard, de manera simultània amb el tractament homeopàtic, i el primer és el responsable de la millora.
- Cessament d'un tractament desagradable: els homeòpates recomanen sovint que els pacients deixin de rebre tractament mèdic com cirurgia o medicaments, que poden causar efectes secundaris desagradables; les millores s'atribueixen a l'homeopatia quan la causa real és el cessament del tractament que causa efectes secundaris, però la malaltia subjacent roman sense tractament i és encara perillosa per al pacient.

#### Efecte placebo
L'efecte placebo és el fenomen pel qual els símptomes d'un pacient poden millorar mitjançant un tractament amb una substància innòcua, una substància sense cap efecte terapèutic, és a dir, sense efectes directament relacionats amb el tractament dels símptomes o la malaltia.
L'explicació fisiològica postulada per aquest fenomen seria l'estimulació d'una zona específica del cervell que donaria com a resultat la millora del quadre simptomàtic del pacient. És a dir: el mateix pacient pot autoinfluenciar-se per la sensació de ser tractat o l'esperança de curació, i com a resultat pot trobar-se millor o fins i tot facilitar la recuperació. Aquest fenomen no funciona amb la mateixa eficàcia ni en tots els pacients ni amb totes les malalties.
Els estudis mèdics per validar els medicaments i tractaments per a qualsevol malaltia utilitzen placebos. D'aquesta manera, es pot controlar quan la millora dels símptomes respon a aquest fenomen i analitzar adequadament l'eficàcia del tractament. Quan un tractament no funciona significativament millor que el placebo, es considera ineficaç i inadequat per a la malaltia considerada i no es pot receptar. A més de l'ús de placebos, els estudis científics utilitzen estratègies anomenades de doble i triple cec que impedeixen que l'investigador pugui saber si el tractament que recepta és placebo o no. D'aquesta manera, s'impedeix que els investigadors avaluïn la millora de forma subjectiva i condicionada pels seus prejudicis.

### Efectes en altres sistemes biològics

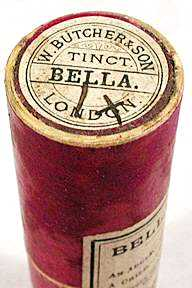
Antic remei homeopàtic de belladonna.

Tot i que alguns articles han suggerit que les solucions homeopàtiques d'alta dilució poden tenir efectes estadísticament significatius en processos orgànics, com el creixement de gra, l'alliberament d'histamina pels leucòcits, i reaccions enzimàtiques, tal evidència està disputada, ja que els intents de replicar els experiments han fallat.
El 1987, l'immunòleg francès Jacques Benveniste va presentar un document a la revista Nature, mentre treballava a l'Institut de Salut i Recerca Mèdica francès (INSERM). L'article pretenia haver descobert que els basòfils, un tipus de glòbul blanc, alliberaven histamina quan s'exposaven a una dilució homeopàtica d'anticòs antimmunoglobulina E. Els editors de la revista, escèptics amb els resultats, van demanar que l'estudi es repetís en un laboratori diferent. Després de replicar-se en quatre laboratoris diferents, l'estudi es va publicar. Encara escèptics amb els resultats, la revista Nature va reunir un equip independent d'investigació per determinar l'exactitud de la investigació, que consistia en l'editor de Nature i físic Sir John Maddox, l'investigador estatunidenc de fraus científics i químic Walter Stewart, i l'escèptic James Randi. Després d'investigar els resultats i la metodologia de l'experiment, l'equip va trobar que els experiments eren "estadísticament mal controlats", "la interpretació s'havia vist entelada per l'exclusió de les observacions que entraven en conflicte amb la hipòtesi", i va concloure: "Creiem que les dades experimentals han estat avaluades de manera acrítica i s'ha informat inadequadament de les seves imperfeccions". James Randi va dir que dubtava que hi hagués hagut algun frau conscient, però que els investigadors havien permès que la "il·lusió" influís en la seva interpretació de les dades.

### Ètica i seguretat
S'ha descrit la prescripció de remeis homeopàtics com a poc ètica. Michael Baum, professor emèrit de cirurgia i professor visitant d'humanitats mèdiques del University College de Londres (UCL) ha descrit l'homeopatia com un "engany cruel".
Edzard Ernst, el primer Professor de medicina complementària al Regne Unit i antic practicant homeopàtic, ha expressat la seva preocupació sobre els farmacèutics que violen el seu codi d'ètica pel fet de no proporcionar als clients "informació necessària i rellevant" sobre la veritable naturalesa dels productes homeopàtics que anuncien i venen:
| «                                                                                        | (anglès) My plea is simply for honesty. Let people buy what they want, but tell them the truth about what they are buying. These treatments are biologically implausible and the clinical tests have shown they don't do anything at all in human beings. The argument that this information is not relevant or important for customers is quite simply ridiculous. | (català) La meva demanda és simplement d'honestedat. Deixeu que la gent compri el que vulgui, però digueu-li la veritat sobre el que està comprant. Aquests tractaments no són biològicament plausibles i les proves clíniques han demostrat que no fan res en absolut en els éssers humans. L'argument segons el qual aquesta informació no és rellevant o important per als clients és simplement ridícul. | » |
| — Edzard Ernst, citat a Pharmacists urged to 'tell the truth' about homeopathic remedies | | |   |

Els pacients que opten per utilitzar l'homeopatia en lloc de la medicina basada en l'evidència s'arrisquen a perdre un diagnòstic a temps i rebre tractament eficaç de malalties greus com el càncer.

#### Reaccions adverses
Alguns remeis homeopàtics inclouen verins com la belladona, l'arsènic i l'heura metzinosa que es troben altament diluïts en el remei homeopàtic, i només en rares ocasions es presenten a nivells detectables. Això pot ser degut a una preparació inadequada o a una baixa dilució intencional. S'ha informat o associat efectes adversos greus, com convulsions i mort, amb alguns remeis homeopàtics. S'han produït casos d'enverinament per arsènic després de l'ús de preparats homeopàtics que contenen arsènic. El remei Zicam per al refredat nasal, que conté 2X (1:100) de gluconat de zinc, va causar que un petit percentatge d'usuaris perdessin el seu sentit de l'olfacte. El 2006 es va arribar a un acord fora dels tribunals en 340 casos de 12.000.000 dòlars. El 2009, la Food and Drugs Administration (FDA) estatunidenca va aconsellar els consumidors que deixessin d'usar tres productes pel refredat fabricats per Zicam perquè podrien causar danys permanents en el sentit de l'olfacte dels usuaris. Zicam s'havia posat en marxa sense una sol·licitud de fàrmac nou (New Drug Application) gràcies a una disposició de la Guia de Política de Compliment de la FDA anomenada "Condicions sota les quals es poden comercialitzar els medicaments homeopàtics" (CPG 7132.15), però la FDA va advertir Zicam a través d'una carta d'advertència que aquesta política no s'aplicava quan hi havia un risc de salut per als consumidors.

#### Manca d'eficàcia
La manca d'evidència científica convincent que recolzi la seva eficàcia i el seu ús de remeis sense principis actius l'ha portat a ser caracteritzada com a pseudociència i xerrameca, o, en paraules d'un article mèdic de 1998, "teràpia placebo en el millor dels casos i xerrameca en el pitjor". La directora general de salut d'Anglaterra, Dame Sally Davies, ha declarat que els remeis homeopàtics són "escombraria" i no serveixen de res més que de placebos. Jack Killen, sotsdirector en funcions del Centre Nacional de Medicina Complementària i Alternativa estatunidenc (NCCAM), diu que l'homeopatia "va més enllà de la comprensió actual de la química i la física". I afegeix: "No hi ha, que jo sàpiga, cap condició per a la qual s'hagi demostrat que l'homeopatia sigui un tractament efectiu". Ben Goldacre diu que els homeòpates que tergiversen l'evidència científica a un públic científicament ignorant s'han "...exclòs ells sols de la medicina acadèmica, i massa sovint han evadit la crítica en lloc de proporcionar arguments". Els homeòpates solen preferir ignorar les metanàlisis en favor resultats positius de petits i marginals, com ara a través de la promoció d'un estudi observacional en particular (el que Goldacre descriu com "poc més que una enquesta de satisfacció del client") com si fos més informatiu que una sèrie d'assaigs controlats aleatoris.
Referint-se específicament a l'homeopatia, el Comitè de Ciència i Tecnologia de la Cambra dels Comuns del Regne Unit ha declarat:
| «                                                                        | (anglès) In the Committee's view, homeopathy is a placebo treatment and the Government should have a policy on prescribing placebos. The Government is reluctant to address the appropriateness and ethics of prescribing placebos to patients, which usually relies on some degree of patient deception. Prescribing of placebos is not consistent with informed patient choice - which the Government claims is very important - as it means patients do not have all the information needed to make choice meaningful. Beyond ethical issues and the integrity of the doctor-patient relationship, prescribing pure placebos is bad medicine. Their effect is unreliable and unpredictable and cannot form the sole basis of any treatment on the NHS. | (català) En opinió del Comitè, l'homeopatia és un tractament de placebo i el Govern ha de tenir una política sobre la prescripció de placebos. El Govern és reticent a abordar la idoneïtat i l'ètica de la prescripció de placebos als pacients, que en general es basa en un cert grau d'engany al pacient. La prescripció de placebos no és coherent amb l'elecció informada per part del pacient —que segons el Govern és molt important— ja que significa que els pacients no tenen tota la informació necessària per fer una elecció amb sentit. Més enllà de les qüestions ètiques i la integritat de la relació metge-pacient, la prescripció de placebos purs és mala medicina. El seu efecte no és fiable ni predictible i no pot constituir l'única base de cap tractament en el NHS. | » |
| — Comitè de Ciència i Tecnologia de la Cambra dels Comuns del Regne Unit | | |   |

El Centre Nacional per la Medicina Complementària i Alternativa (NCCAM) dels National Institutes of Health dels Estats Units estableix que:
| «                                                              | (anglès) Homeopathy is a controversial topic in complementary medicine research. A number of the key concepts of homeopathy are not consistent with fundamental concepts of chemistry and physics. For example, it is not possible to explain in scientific terms how a remedy containing little or no active ingredient can have any effect. This, in turn, creates major challenges to rigorous clinical investigation of homeopathic remedies. For example, one cannot confirm that an extremely dilute remedy contains what is listed on the label, or develop objective measures that show effects of extremely dilute remedies in the human body. | (català) L'homeopatia és un tema controvertit en la investigació de la medicina complementària. Diversos dels conceptes clau de l'homeopatia no són consistents amb els conceptes fonamentals de la química i la física. Per exemple, no és possible explicar en termes científics com un remei que conté poc o gens de principi actiu pot tenir cap efecte. Això, al seu torn, crea grans desafiaments a la investigació clínica rigorosa dels remeis homeopàtics. Per exemple, no es pot confirmar que un remei extremadament diluït conté el que s'indica a l'etiqueta, o desenvolupar mesures objectives que mostrin efectes dels remeis extremadament diluïts en el cos humà. | » |
| — Centre Nacional per la Medicina Complementària i Alternativa | | |   |

#### Ús en comptes d'un tractament mèdic estàndard
En termes clínics, els pacients que opten per utilitzar l'homeopatia en comptes de la medicina normal corren el risc de no rebre a temps un diagnòstic ni tractament efectiu i, per tant, d'empitjorar els resultats de malalties greus. Els crítics de l'homeopatia han citat casos individuals de pacients d'homeopatia que no van rebre el tractament adequat a malalties que es podrien haver diagnosticat i tractat fàcilment amb la medicina convencional i que van resultar en la mort, i han mencionat també l'"estratègia de màrqueting" de criticar i restar importància a l'eficàcia de la medicina convencional. Els homeòpates afirmen que l'ús de medicaments convencionals "empeny la malaltia més endins" i causa malalties més greus, un procés que anomenen "supressió". Alguns homeòpates (en particular els que són no metges) aconsellen els seus pacients en contra de la immunització. Alguns homeòpates suggereixen que les vacunes s'haurien de substituir per nosodes homeopàtics, creats a partir de materials biològics com pus, teixit malalt, bacils de l'esput o (en el cas dels nosodes d'intestí) excrements. Tot i que Hahnemann s'oposava a aquests preparats, els homeòpates moderns sovint els utilitzen, encara que no hi ha proves que indiquin que tenen cap efecte beneficiós. S'han identificat casos d'homeòpates que desaconsellen l'ús de medicaments antimalària. Això posa en perill els visitants de les zones tropicals que accepten aquest consell, ja que els remeis homeopàtics són completament ineficaços contra el paràsit de la malària. D'altra banda, en un cas del 2004, un homeòpata va instruir un dels seus pacients perquè deixés de prendre la medicació convencional per una malaltia del cor, aconsellant-la el 22 de juny de 2004 d'"aturar tots els medicaments, inclosos els homeopàtics", dient-li de nou al voltant del 20 d'agost que ja no necessitava prendre la seva medicació per al cor, i afegint el 23 d'agost que "ella simplement no pot prendre cap droga —Li he suggerit alguns remeis homeopàtics... Estic segur que, si se segueix el consell, recuperarà la seva salut". La pacient va ingressar a l'hospital l'endemà, i va morir vuit dies després amb el diagnòstic final d'"insuficiència cardíaca aguda causada per la interrupció del tractament".
El 1978, Anthony Campbell, aleshores metge especialista al Reial Hospital Homeopàtic de Londres, va criticar les declaracions de George Vithoulkas amb què promovia els seus tractaments homeopàtics. Vithoulkas afirmava que la sífilis, quan es tractava amb antibiòtics, es convertia en sífilis secundària i terciària amb afectació del sistema nerviós central. Campbell va descriure això com una declaració completament irresponsable que podria induir a error i a rebutjar el tractament mèdic convencional a un desafortunat desconeixedor de la medicina. Aquesta afirmació es fa ressò de la idea que el tractament d'una malaltia amb medicaments externs que s'utilitzen per tractar els símptomes només condueix a aprofundir-la més en el cos i entra en conflicte amb els estudis científics, que indiquen que el tractament amb penicil·lina produeix una curació completa de la sífilis en més del 90% dels casos.
En un article de 2006, W. Steven Pray, de la Facultat de Farmàcia de la Southwestern Oklahoma State University, recomana que les escoles de farmàcia incloguin un curs obligatori en medicaments i teràpies no demostrades, que es discuteixin els dilemes ètics inherents en el fet de recomanar productes que no han demostrat la seva seguretat i eficàcia, i que s'ha d'ensenyar els estudiants com els sistemes no demostrats com l'homeopatia s'aparten de la medicina basada en l'evidència.
En un article titulat "Hem de mantenir una ment oberta amb l'homeopatia?" publicat a l'American Journal of Medicine, Michael Baum i Edzard Ernst —que s'adrecen a altres metges— van escriure que "L'homeopatia és un dels pitjors exemples de la medicina basada en la fe... Aquests axiomes [de l'homeopatia] no només són fora de la línia dels fets científics, sinó que també s'hi oposen directament. Si l'homeopatia és correcta, gran part de la física, la química i la farmacologia ha de ser incorrecta...".
El 2013, Sir Mark Walport, el nou assessor científic en cap del govern del Regne Unit i cap de l'Oficina del Govern per a la Ciència, va dir això de l'homeopatia: "El meu punt de vista científic és absolutament clar: l'homeopatia és un disbarat, és no-ciència. El meu consell als ministres és clar: que no hi ha ciència en l'homeopatia. El màxim que pot tenir és efecte placebo —llavors és una decisió política si hi gasten diners o no". El seu predecessor, el professor Sir John Beddington, tot referint-se als seus punts de vista sobre el fet que el govern "fonamentalment ignorés" l'homeopatia, va dir: "L'únic [punt de vist ignorat] que se m'acudia era l'homeopatia, que és boja. No té cap fonament de base científica. De fet, tota la ciència apunta al fet que no és en absolut raonable. L'evidència clara està dient que això està malament, però l'homeopatia encara s'utilitza a l'NHS".

## Regulació i ús
Tant l'ús de l'homeopatia com la seva regulació són molt heterogenis en funció del país, des de ser força comuna en alguns països a pràcticament inexistent, i des d'estar molt regulada en alguns països a no estar-ho en la majoria. Es practica a tot el món i es necessiten qualificacions professionals i llicències en la majoria dels països.
El període de màxima difusió de l'homeopatia va ser la segona meitat del segle xix: el primer hospital homeopàtic es va obrir el 1832 a la ciutat de Sibiu (Romania), i en les dècades següents les escoles de medicina homeopàtica es va estendre per tot Europa i els Estats Units. Inicialment, l'homeopatia obtenia resultats prometedors en comparació amb les pràctiques més consolidades, sobretot per haver abandonat tractaments nocius com ara la sagnia, que en la segona meitat del segle xix seguia sent el tractament més comú per a totes les malalties.
Amb el desenvolupament d'un enfocament més racional per part de la medicina científica, però, l'homeopatia va començar a perdre terreny. Als Estats Units, per exemple, el 1900 hi havia 22 escoles homeopàtiques, però el 1923 només en quedaven dues. El 1950, totes les escoles homeopàtiques als Estats Units van ser tancades o van deixar d'ensenyar homeopatia.
L'homeopatia va experimentar una recuperació parcial a finals del segle xx, amb l'augment general de l'interès per la medicina alternativa. Avui en dia, l'ús de l'homeopatia, que es considera una pràctica de medicina alternativa o complementària a la medicina científica, s'ha generalitzat en molts països (Estats Units, Gran Bretanya, França, Alemanya, Índia). En alguns d'aquests països, començant per França, els remeis homeopàtics s'introdueixen en major o menor grau en el sistema públic de salut. No obstant això, el seu ensenyament gairebé mai forma part de les Facultats de Medicina.
La recuperació de la popularitat de l'homeopatia ha desencadenat una nova onada d'assaigs clínics i metanàlisis d'estudis anteriors (vegeu la secció Homeopatia#Evidència i eficàcia), i els resultats han demostrat que els efectes terapèutics dels tractaments homeopàtics no difereixen significativament dels obtinguts per l'efecte placebo.
Com a resultat d'aquesta manca de resultats, a l'inici del segle XXI van aparèixer els primers signes d'un descens en la popularitat de l'homeopatia. Per exemple, a França, el 2004 la taxa de reemborsament dels remeis homeopàtics s'ha reduït del 65% al 35%, mentre que en altres regions de la Gran Bretanya el 2007 el servei de salut va començar a retirar els remeis homeopàtics de la seva oferta. També van disminuir les hospitalitzacions en els hospitals homeopàtics. De nou al Regne Unit, el 2011 es va registrar una caiguda rècord en les vendes dels productes homeopàtics, mentre que un estudi estadístic realitzat per la revista Homeopathy a Noruega el 2012 va mostrar una disminució significativa en el nombre de visites als homeòpates.

### Europa
Les regulacions varien a Europa segons el país. A Àustria i Alemanya no existeixen regulacions específiques, mentre que França i Dinamarca requereixen disposar de llicència per a diagnosticar qualsevol malaltia o prescriure qualsevol producte que estigui destinat a tractar qualsevol malaltia. El sistema de salut públic d'alguns països europeus, entre ells França, parts del Regne Unit, Dinamarca i Luxemburg, cobreix certs tractaments homeopàtics. En altres països, com Bèlgica i la República Txeca, l'homeopatia no està coberta. A Àustria, l'assegurança pública requereix una prova científica de la seva efectivitat per tal de reemborsar els tractaments mèdics, però es fan excepcions per l'homeopatia. El 2004, Alemanya, que anteriorment havia ofert l'homeopatia dins del seu pla d'assegurança de salut pública, en va retirar la cobertura, amb algunes excepcions. El juny de 2005, el govern de Suïssa, després d'un assaig de 5 anys, va retirar la cobertura d'assegurança per l'homeopatia i per a altres quatre tractaments de medicina complementària, i va indicar que no complien amb els criteris d'eficàcia i relació cost-efectivitat. No obstant això, després del resultat d'un referèndum el 2009 es van tornar a incloure les cinc teràpies per un període de prova de 6 anys més a partir de 2012.
El 1992, el Consell de les Comunitats Europees va exposar en el preàmbul d'una directiva europea que certs estats membres reconeixien oficialment l'homeopatia, mentre que d'altres simplement la toleraven. En qualsevol cas, en tots els estats membres s'utilitzava i es prescrivia. Per harmonitzar el mercat dels productes homeopàtics, el Consell va promulgar la Directiva 92/73/CEE perquè els estats membres adoptessin certs canvis en la seva legislació estatal. La Directiva 92/73/CEE es va substituir per la Directiva 2001/83/CE, sobre l'establiment d'un codi comunitari pel que fa als medicaments per a ús humà.
S'obliga els estats membres a garantir que els productes homeopàtics (per a ús oral o extern) es puguin registrar sense necessitat de demostrar la seva eficàcia terapèutica, sempre que hi hagi un grau suficient de dilució que garanteixi la innocuïtat del producte; en concret, el producte no pot contenir més d'una part per 10.000 de la tintura mare o més una centèsima part de la dosi més baixa utilitzada en medicina convencional, pel que fa a principis actius la presència dels quals en un producte mèdic resulti en l'obligació de presentar una recepta mèdica. En altres paraules, la dilució ha de ser d'almenys D4/4X/C2, i fins i tot més alta en casos especials. Els altres productes homeopàtics es poden registrar en qualsevol cas sota les regles normals, i per exemple productes com l'Arnica D1 són disponibles de manera legal.
Les etiquetes dels productes homeopàtics registrats sense cap prova de la seva eficàcia han d'incloure les paraules "producte medicinal homeopàtic sense indicacions terapèutiques aprovades", així com "una advertència que aconselli l'usuari consultar un metge si persisteixen els símptomes durant l'ús del producte medicinal".

### Espanya
El 14 de desembre de 2009, l'Organització Mèdica Col·legial d'Espanya (OMC) va aprovar en assemblea el reconeixement de l'homeopatia com a "acte mèdic", amb l'objectiu que es reguli la seva pràctica, evitar que sigui duta a terme per individus sense formació adequada i fer que quedi restringida a personal i centres qualificats i acreditats. El 16 de desembre de 2013, l'OMC va recordar en una declaració oficial que els metges "estan obligats per les normes del Codi de Deontologia Mèdica a utilitzar preferentment procediments i prescriure fàrmacs l'eficàcia dels quals s'hagi demostrat científicament", afegint que "no són ètiques les pràctiques inspirades en el xarlatanisme, les mancades de base científica i que prometen als malalts la seva curació, els procediments il·lusoris o insuficientment demostrats que es proposen com a eficaços".
El desembre de 2011, el Ministeri de Sanitat espanyol va publicar el "Document d'anàlisi de situació de les teràpies naturals", que en les seves conclusions generals plantejava:
| «                                                  | (castellà) En general, las revisiones realizadas concluyen que la homeopatía no ha probado definitivamente su eficacia en ninguna indicación o situación clínica concreta, los resultados de los ensayos clínicos disponibles son muy contradictorios y resulta difícil interpretar que los resultados favorables encontrados en algunos ensayos sean diferenciables del efecto placebo. | (català) En general, les revisions realitzades conclouen que l'homeopatia no ha provat definitivament la seva eficàcia en cap indicació o situació clínica concreta, els resultats dels assaigs clínics disponibles són molt contradictoris i resulta difícil interpretar que els resultats favorables trobats en alguns assajos siguin diferenciables de l'efecte placebo. | » |
| — Ministeri de Sanitat, Política Social i Igualtat | | |   |

El novembre de 2013 el Ministeri de Sanitat, dirigit per Ana Mato, va obrir un procés pel qual es regularitzarà l'administració de productes homeopàtics. El motiu era que fins al moment la falta de regularització legal havia portat a la proliferació d'empreses il·legals que fabricaven productes homeopàtics aprofitant el buit legal que tenen des del 1994.
Sanitat va ressaltar en el seu informe que l'homeopatia no ha demostrat una efectivitat major que un placebo, de manera que aquesta regulació no es tracta d'una validació o acceptació de l'homeopatia com a part de la medicina. L'objectiu primordial és l'exigència als productes homeopàtics de demostrar l'efectivitat que proclamin tenir, i que en cas de no tenir efectivitat, que se'n demostri la innocuïtat, és a dir, que si no són efectius que almenys que no siguin nocius.
L'abril de 2018 el ministeri de sanitat regularitzà la situació dels productes homeopàtics. Els productes aquests són anomenats "medicaments" per la directiva europea. Aquesta llei obligà a pagar les taxes de comercialització corresponents des del moment de l'aprovació de la norma i no les del període anterior, implicant que les empreses no paguen 5,1 milions d'euros (mínim).

#### Estudis i títols
Algunes universitats públiques espanyoles ofereixen cursos de postgrau propis sobre homeopatia:
- Universitat de Santiago de Compostel·la[269]
- Universitat de Múrcia[270] (La Universitat de Múrcia va anunciar la seva intenció de revisar aquest curs per la polèmica causada.)[271]
- UNED[272]

D'altres universitats havien ofert també cursos de postgrau, però els han anat retirant. És el cas, per exemple, de la Universitat de Saragossa, que va retirar el 2013 els títols de "Diploma d'Especialització en Terapèutica Homeopàtica" i "Expert Universitari en Homeopatia Clínica" després de les queixes formulades per l'associació cultural ARP-Societat per a l'Avanç del Pensament Crític i alumnes de la Facultat de Medicina, i que el 2014 es va desmarcar de la Càtedra Boiron d'investigació, docència i divulgació de l'homeopatia, de la Universitat de Sevilla o de la Universitat de Barcelona, que en va cancel·lar el màster per "manca de base científica".
Hi ha fortes crítiques contra aquesta pràctica, com la iniciativa anomenada Llista de la vergonya (en castellà: Lista de la vergüenza) d'universitats espanyoles amb estudis sobre pseudociències.

#### Venda de productes homeopàtics
Anteriorment al 1994, la venda de productes homeopàtics exigia sotmetre's al règim general d'autorització dels medicaments, que estableix com a requisit l'acreditació de la seva eficàcia per part del fabricant del producte mitjançant proves farmacològiques, preclíniques i clíniques.
El 1994 es va traslladar a la legislació espanyola la Directiva Europea mitjançant un Reial Decret que regula l'autorització dels productes homeopàtics. Segons aquesta llei, els productes homeopàtics no necessiten provar la seva eficàcia per acollir-se a un procediment simplificat de registre com a medicament. La situació legal dels productes homeopàtics que en aquell moment ja estaven en venda a Espanya es va recollir en la seva Disposició Transitòria Segona, que estableix un termini de sis mesos per adaptar-se als nous requisits, remetent la sol·licitud d'autorització i registre corresponent al Ministeri. Superat el termini marcat per la llei, els medicaments homeopàtics van quedar en una situació irregular que no s'ha resolt.
Els principals requisits per a l'autorització són:
- que la seva via d'administració sigui oral o externa
- absència d'indicació terapèutica particular en l'etiqueta o en qualsevol informació relativa al medicament
- que el seu grau de dilució garanteixi la innocuïtat del medicament. El preparat no ha de contenir més d'una part per 10.000 de tintura mare ni més d'una centèsima part de la dosi més baixa que eventualment s'empri en medicina convencional d'aquells principis actius la presència dels quals en un medicament convencional impliqui l'obligatorietat de presentar recepta mèdica.

La Directiva Europea va canviar i més tard es va modificar. A Espanya es va promulgar una nova Llei de medicaments i un nou Reglament d'autorització i registre.
El 2012 l'Agència Espanyola de Medicaments i Productes Sanitaris va autoritzar per primera vegada 12 registres de medicaments homeopàtics, tots ells corresponents a diferents presentacions del preparat Lycopodium de Laboratorios DHU. Tots ells es van registrar com a Medicament homeopàtic sense indicacions terapèutiques aprovades. El 2013, el Ministeri de Sanitat va anunciar que establiria una nova normativa per a registrar de forma definitiva la llista de productes homeopàtics autoritzats sense suport legal i per gravar-los amb diferents taxes.
L'octubre de 2018 la mateixa agència ordena la retirada de diferents productes homeopàtics que no havien rebut autorització per a la comercialització, quedant-ne permesos provisionalment un total de 2008. D'aquests darrers, només 12 han indicat tenir indicació terapèutica, fet que hauran de defensar en els subseqüents mesos.

### Catalunya
El 2007, Catalunya va elaborar una norma concreta per regular algunes de les teràpies de la medicina alternativa, entre les quals s'incloïa la "naturopatia amb criteri homeopàtic", però fou anul·lada pel Tribunal Superior de Justícia de Catalunya. Dins del Col·legi Oficial de Metges de Barcelona (COMB) hi ha una secció d'homeopatia, anomenada Metges Homeòpates i creada l'any 1989. El COMB compta amb 184 metges homeòpates acreditats, mentre que els col·legis de Girona, Lleida i Tarragona compten respectivament amb 8, 5 i 8. L'Acadèmia Mèdico-Homeopàtica de Barcelona, fundada el 1890, és una acadèmia de formació de metges i veterinaris en l'especialitat d'homeopatia. Des del 2004 fins al 2014 va col·laborar amb l'Institut de Formació Contínua de la Universitat de Barcelona oferint un màster no oficial de 60 ECTS repartits entre dos anys. Des de llavors l'acadèmia ha continuat oferint la formació com a màster propi.

### Estats Units
En els Estats Units, els remeis homeopàtics estan regulats per la Food and Drug Administration (FDA). Tot i això, la FDA tracta els preparats homeopàtics d'una manera significativament diferent de com tracta els medicaments. Els productes homeopàtics no necessiten ser aprovats per la FDA abans de sortir al mercat, no se'ls requereix provar la seva seguretat, ni se'ls demana etiquetar els seus productes amb dates de caducitat, ni són sotmesos a proves que verifiquin els seus continguts i potencial. Les etiquetes dels productes homeopàtics, al contrari que els medicaments convencionals, no han d'identificar els seus principis actius, atès que tenen molt poca quantitat, o cap en absolut. Els medicaments que afirmen tractar malalties greus només es poden prendre amb prescripció facultativa, mentre que els productes homeopàtics que diuen tractar aquestes mateixes malalties no tenen aquesta limitació.

### Canadà
L'administració de saliva de gos rabiós és una pràctica legal al Canadà.

## Debat públic
El 2009, un grup de metges britànics i africans va escriure una carta demanant a l'Organització Mundial de la Salut que es pronunciés sobre la promoció que la Society of Homeopaths havia fet de l'homeopatia com a tractament per a una varietat de malalties potencialment mortals, com el VIH, la tuberculosi, la diarrea infantil, la malària i la grip. L'organització va respondre dient que no hi ha cap evidència que l'homeopatia pugui curar o prevenir aquestes malalties i que el seu ús en lloc dels tractaments convencionals basats en l'evidència científica pot fer perdre la vida.

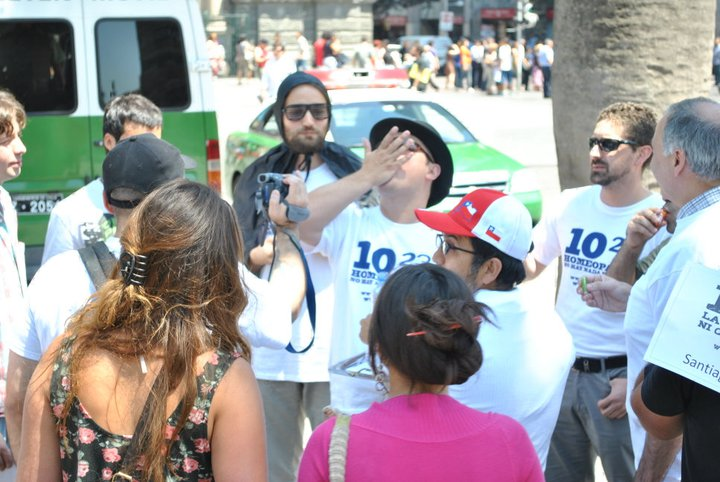
"Suïcidi" homeopàtic a Santiago de Xile el 2011.

Des que James Randi va començar a prendre ampolles senceres de somnífers homeopàtics abans de fer les seves conferències, s'han popularitzat les mofes de "sobredosis" per preparats homeopàtics entre diverses persones o grups. El 2010, la Merseyside Skeptics Society del Regne Unit va posar en marxa la campanya 10:23 per fomentar que grups de persones prenguessin públicament sobredosis homeopàtiques. El 2011 la campanya 10:23 es va ampliar amb la participació de seixanta-nou grups, també a Barcelona, dels quals cinquanta-quatre van publicar-ne vídeos. A l'abril de 2012, en la conferència SkeptiCal de Berkeley, més de 100 persones van participar en una sobredosi massiva i van prendre caffea crua, que suposadament tracta l'insomni.
Les organitzacions educatives sense ànim de lucre Center for Inquiry (CFI) i el Committee for Skeptical Inquiry (CSI) han fet una petició a l'Administració d'Aliments i Fàrmacs (en anglès: Food and Drug Administration o FDA) dels Estats Units, on critiquen la farmacèutica Boiron per enganyar en l'etiquetatge i la publicitat de l'Oscillococcinum. El CFI del Canadà està demanant a les persones que sentin que van ser perjudicades pels productes homeopàtics que contactin amb ells.
L'agost de 2011 es va presentar una demanda col·lectiva contra Boiron en nom de "tots els residents de Califòrnia que han comprat Oscillococcinum en qualsevol moment dels últims quatre anys". La demanda al·lega que "no és res més que una píndola de sucre", "tot i anunciar falsament que conté un principi actiu conegut per tractar els símptomes de la grip".
La periodista Erica Johnson del programa Marketplace, de CBC News, va dur a terme una investigació sobre la indústria de l'homeopatia al Canadà; les seves conclusions van ser que "es basa en ciència errònia i en un pensament una mica forassenyat". Escèptics del Center for Inquiry (CFI) de Vancouver van participar en una sobredosi massiva fora d'una sala d'emergència, prenent ampolles senceres de productes homeopàtics que els haurien d'haver fet somnolents, fet patir nàusees o inclús la mort; després de 45 minuts d'observació no es va observar cap efecte negatiu. Johnson va preguntar a homeòpates i representants de les empreses per les afirmacions sobre cures per al càncer i vacunes. Tots van informar de resultats positius, però cap va poder oferir cap resultat científic que recolzés les seves declaracions, sinó només que "funciona". Johnson no va poder trobar cap evidència que els preparats homeopàtics contenen cap principi actiu. L'anàlisi realitzada al departament de química de la Universitat de Toronto va trobar que el principi actiu és tan petit que "és equivalent a 5 mil milions de vegades menor que la quantitat d'aspirina... en una sola pastilla". La belladonna i la ipecacuana "serien indistingibles una de l'altra en un experiment a cegues".
El març de 2012, el National Health and Medical Care Council d'Austràlia va elaborar un projecte en el qual definia com a no ètic l'ús de l'homeopatia per la seva falta d'efectivitat:
| «                                            | (anglès) NHMRC's position is that it is unethical for health practitioners to treat patients using homeopathy, for the reason that homeopathy (as a medicine or procedure) has been shown not to be efficacious. | (català) La posició del NHMRC és que no és ètic per als professionals de la salut de tractar els pacients usant l'homeopatia, pel fet s'ha demostrat que l'homeopatia (com a medicament o procediment) no és eficaç. | » |
| — DRAFT NHMRC Public Statement on Homeopathy | | |   |